# Nikolaos Chatzivrettas
Nikolaos „Nikos“ Chatzivrettas (griechisch Νίκολαος „Νίκος“ Χατζηβρέττας, * 26. Mai 1977 in Thessaloniki) ist ein ehemaliger griechischer Basketballspieler, der bei einer Körpergröße von 1,96 m auf der Position des Shooting Guard spielt.

## Karriere
Nikolaos Chatzivrettas begann seine Karriere 1994 bei Aias Evosmou, einem Verein aus Thessaloniki, der zu diesem Zeitpunkt in der dritten griechischen Division spielte. 2002 wechselte er, nachdem er die Saison 2001/2002 als erfolgreichster Korbjäger der griechischen A1-Liga beendete, zu ZSKA Moskau nach Russland, wo er in seiner bereits ersten Saison die russische Meisterschaft gewinnen konnte. 2003 wechselte Chatzivrettas zu Panathinaikos Athen und gewann in den folgenden Jahren sechs Mal die Griechische Meisterschaft, fünf Mal den griechischen Pokal sowie 2007 und 2009 die EuroLeague.

## Nationalmannschaft
Sein Debüt mit der griechischen Nationalmannschaft gab Chatzivrettas am 26. Februar 2000 bei einem Spiel gegen Polen in Kalamata. Bei der Partie, die Griechenland mit 78-60 gewinnen konnte, erzielte Chatzivrettas zwei Punkte. Seitdem ist er ein fester Bestandteil dieser Mannschaft gewesen und nahm neben mehreren Europa- und Weltmeisterschaften auch an den Olympischen Spielen 2004 in Athen teil. Seinen größten Erfolg feierte Chatzivrettas mit dem Gewinn der Basketball-Europameisterschaft 2005. Bei der Basketball-Weltmeisterschaft 2006 erreichte er mit Griechenland das Finale und gewann dort die Silbermedaille. Nach dem Ende der Europameisterschaft 2007 in Spanien, bei dem Griechenland den vierten Platz belegen konnte, erklärte Chatzivrettas, nach insgesamt 116 Begegnungen und 683 erzielten Punkten, im Alter von 30 Jahren seinen Rücktritt aus dem Nationalteam.

## Erfolge

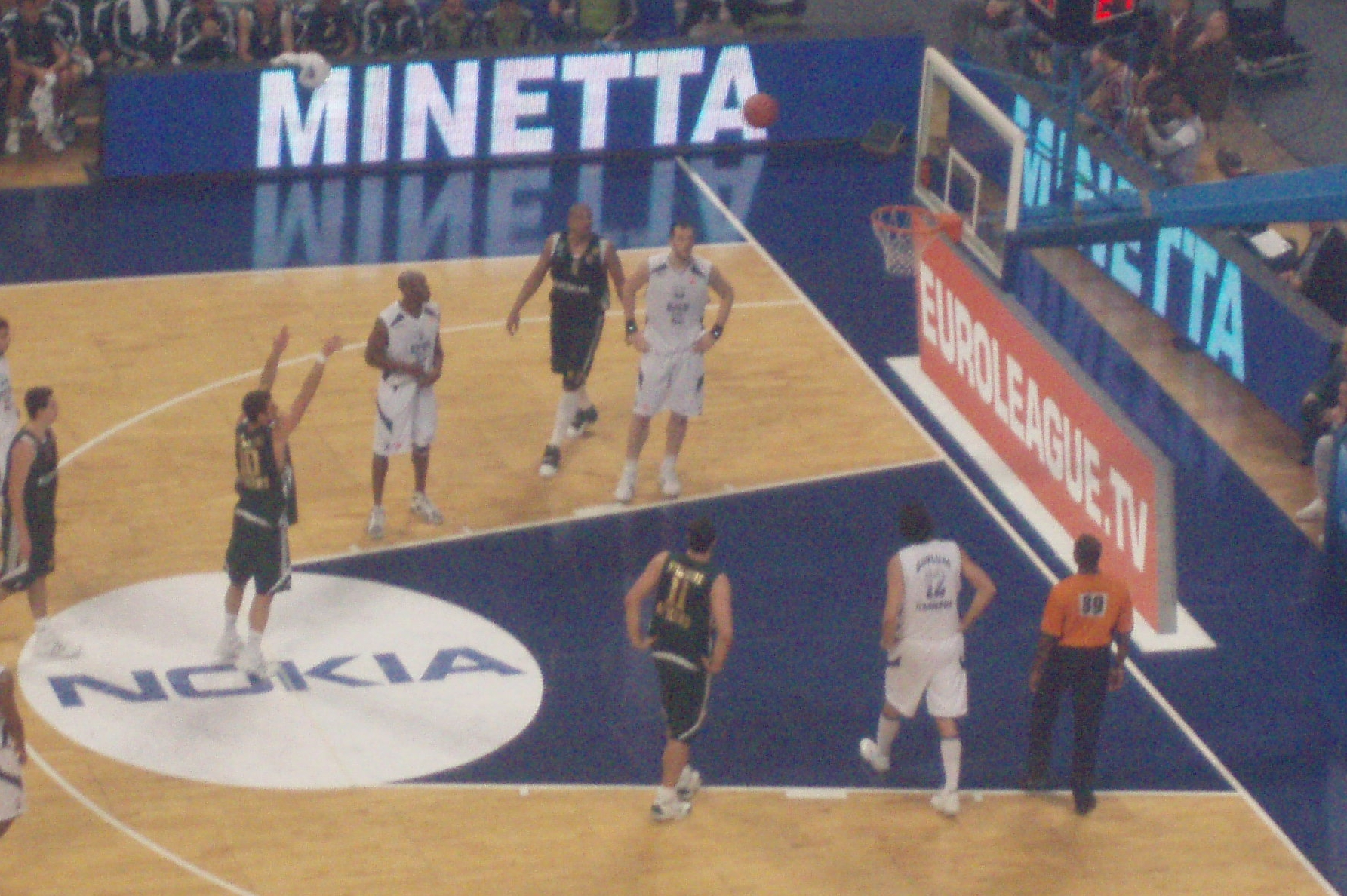
Chatzivrettas bei einem Freiwurf

- Griechischer Meister: 2004, 2005, 2006, 2007, 2008, 2009
- Griechischer Pokalsieger: 2005, 2006, 2007, 2008, 2009
- Russischer Meister: 2003
- EuroLeague: 2007, 2009
- Europameister: 2005
- Stanković Cup: 2006
- Vize-Weltmeister: 2006

## Auszeichnungen
- Top-Scorer der griechischen Liga: 2002
- MVP des Akropolis-Turniers: 2003, 2004
- MVP der griechischen Playoffs: 2004
- Teilnahmen am griechischen All Star Game: 2002, 2004
- Teilnahmen an Europameisterschaften: 2003, 2005, 2007
- Teilnahme an Weltmeisterschaften: 2006
- Teilnahme an Olympischen Spielen: 2004

| Personendaten    | Personendaten |
| ---------------- | --- |
| NAME             | Chatzivrettas, Nikolaos                                                                                            |
| ALTERNATIVNAMEN  | Chatzivrettas, Nikos (Spitzname); Χατζηβρέττας, Νίκολαος (griechisch); Χατζηβρέττας, Νίκος (Spitzname, griechisch) |
| KURZBESCHREIBUNG | griechischer Basketballspieler                                                                                     |
| GEBURTSDATUM     | 26. Mai 1977 |
| GEBURTSORT       | Thessaloniki |